# Саллі Філд
Саллі Марґарет Філд (англ. Sally Margaret Field; нар. 6 листопада 1946, Пасадіна, Каліфорнія, США) — американська акторка, яка двічі вигравала премію «Оскар» за найкращу жіночу роль: у 1979 році за соціальну драму «Норма Рей» і через п'ять років за мелодраму «Місця в серці». Також одержала дві премії «Еммі».

## Життєпис
Філд народилася у Пасадіні 6 листопада 1946 року. Її мати й вітчим — відомі актори. Навчалася акторської майстерності в Акторській студії Лі Страсберга. У 1960-х роках працювала виключно на телебаченні, одержавши до кінця 1970-х років дві премії «Еммі». У 1967 виконала музичну тему до одного з телефільмів і випустила її синглом.
У перших своїх кінофільмах Саллі знімалася разом з громадянським чоловіком, шалено популярним у ті роки актором Бертом Рейнольдсом. Головним своїм завданням вона вважала покласти кінець сприйняттю себе як «подружки Рейнольдса». Фільми за участю Філд не побили рекордів касових зборів, але критикам подобалася її природна манера гри.
Після оскарівських тріумфів Філд повернулася до роботи в телесеріалах. На початку 1990-х років вона зіграла ролі другого плану в таких популярних картинах, як «Місіс Даутфайр» і «Форрест Ґамп».

## Знаменита фраза
Коли вона виграла свій другий «Оскар», у своїй вдячній промові Саллі Філд сказала фразу: «… Вперше я цього не відчула, а зараз відчуваю і не можу заперечувати, що подобаюся вам, прямо зараз, ви мене любите!» (англ. «… The first time I didn't feel it, but this time I feel it, and I can't deny the fact that you like me, right now, you like me!»). Але ця фраза викликала багато висміювань і пародій і врешті-решт закріпилася в американському фольклорі у вигляді: «Я вам подобаюсь, я вам дійсно подобаюся!» (англ. «You like me, you really like me!»). Американці часто вимовляють цю фразу, насмішливо показуючи піднесену жінку з заниженою самооцінкою.

## Фільмографія
| Рік  | Назва                                       | Роль                       |
| ---- | ------------------------------------------- | -------------------------- |
| 1962 | Місячний пілот                              | дівчина-бітниця у лайн-апі |
| 1967 | Шлях на захід                               | Мерсі Макбі                |
| 1976 | Залишайся голодним                          | Мері Тейт Фарнсворт        |
| 1977 | Смойкі та бандит                            | Керрі / «Жаба»             |
| 1977 | Герої                                       | Керол Белл                 |
| 1978 | Кінець                                      | Мері Елен                  |
| 1978 | Гупер                                       | Ґвен Дойл                  |
| 1979 | Норма Рей                                   | Норма Рей Вебстер          |
| 1979 | Заручники Посейдона                         | Селеста Вітмен             |
| 1980 | Смойкі та бандит 2                          | Керрі / «Жаба»             |
| 1981 | Польові дороги                              | Емі Пост                   |
| 1981 | Без лихого наміру                           | Меґан Картер               |
| 1982 | Поцілувати мене на прощання                 | Кей Віллано                |
| 1984 | Місця в серці                               | Една Сполдінґ              |
| 1985 | Кохання Мерфі                               | Емма Моріарті              |
| 1987 | Здавайтеся                                  | Дейзі Морґан               |
| 1987 | Смертельна зброя                            | репортерка KTLA            |
| 1988 | Кульмінація                                 | Ліла Крицік                |
| 1989 | Сталеві магнолії                            | М'Лінн Ітентон             |
| 1991 | Без доньки - ніколи                         | Бетті Магмуді              |
| 1991 | Велика піна                                 | Селеста Талберт / Меґґі    |
| 1993 | Шлях додому: Неймовірна подорож             | Сессі                      |
| 1993 | Місіс Даутфайр                              | Міранда Гіллард            |
| 1994 | Століття кінометаграфу                      | камео                      |
| 1994 | Форрест Ґамп                                | місіс Ґамп                 |
| 1996 | Око за око                                  | Карен Маккен               |
| 1996 | Дорога додому II: Загублені в Сан Франциско | Сессі                      |
| 2000 | Там, де серце                               | Мама Ліл                   |
| 2000 | Девід Коперфільд                            | Бетсі Тротвуд              |
| 2000 | Красива                                     | режисерський дебют         |
| 2001 | Кажуть, що це не так                        | Валдін Вінґфілд            |
| 2003 | Білявка в законі 2                          | Вікторія Радд              |
| 2006 | Два тижні                                   | Аніта Берґман              |
| 2008 | Русалонька: Дитинство Аріель                | Марина Дель Рей            |
| 2012 | Нова Людина-павук                           | тітка Мей Паркер           |
| 2012 | Лінкольн                                    | Мері Тодд Лінкольн         |
| 2014 | Нова Людина-павук 2. Висока напруга         | тітка Мей Паркер           |
| 2015 | Привіт, мене звати Доріс                    | Доріс Міллер               |
| 2017 | Маленьке зло                                | Міс Шейлок                 |
| 2022 | Обережно спойлери                           | Мерилін Коуен              |
| 2023 | Нам за 80. Ми за Бреді                      | Бетті                      |